# Xã Hanover, Quận Gage, Nebraska
Xã Hanover (tiếng Anh: Hanover Township) là một xã thuộc quận Gage, tiểu bang Nebraska, Hoa Kỳ. Năm 2010, dân số của xã này là 216 người.